# Euscelidia gutianensis
Euscelidia gutianensis là một loài ruồi trong họ Asilidae. Euscelidia gutianensis được Shi miêu tả năm 1995. Loài này phân bố ở vùng Cổ Bắc giới và châu Á.